# Доменіко Валентіно
Доменіко Валентіно (італ. Domenico Valentino, нар. 17 травня 1984, Марчанізе) — італійський боксер легкої ваги, учасник трьох Олімпіад 2004, 2008 і 2012, чемпіон світу (2009) і неодноразовий призер чемпіонатів світу, срібний (2011) і бронзовий (2004) призер чемпіонатів Європи.

## Боксерська кар'єра
Перший успіх до Валентіно прийшов на чемпіонаті Європи з боксу 2004, де він виборов бронзову нагороду.
- В 1/16 переміг Мохамеда Болахраса (Франція) — 37-27
- В 1/8 переміг Автанділа Кашіа (Грузія) — 34-17
- В 1/4 переміг Овідія Бобірнат (Кіпр) — 37-21
- В півфіналі програв Сельчук Айдин (Туреччина) —29-36

### Виступ на Олімпіаді 2004
На Олімпійських іграх 2004 у другому раунді змагань переміг Мохаммаед Ашхірі (Іран), але у чвертьфіналі програв Серіку Єлеуову (Казахстан) — 23-29.

### Чемпіонат світу 2005
- В 1/8 переміг Олександра Ключко (Україна) — 36-23
- У чвертьфіналі переміг Абдугафора Умаров (Узбекистан) — 28-17
- У півфіналі програв Рамалу Аманову (Азербайджан) — 22-29

На чемпіонаті Європи 2006 програв в першому бою Олександру Ключко — 18-30.

### Чемпіонат світу 2007
- У чвертьфіналі переміг Грачика Джавахян (Вірменія) — 27-12
- У півфіналі переміг Кім Сон Гук (Півн. Корея) — 22-14
- У фіналі програв Френкі Гевін (Велика Британія) — 10-18

### Виступ на Олімпіаді 2008
На Олімпійських іграх 2008 в першому турі переміг Сайфедін Неймауі (Туніс), але потім програв Йорденісу Угасу (Куба) — 2-10.

### Чемпіонат світу 2009
- У чвертьфіналі переміг Сурака Аль Ваайлі (Ірак) — PTS3
- У півфіналі переміг Коба Пхакадзе (Грузія) — PTS3
- У фіналі переміг Хосе Педрасу — 9-4

На чемпіонаті Європи 2010 програв в першому бою Тому Сталкеру (Англія) — 1-4.

### Чемпіонат Європи 2011
- В 1/16 переміг Айрімаса Найджюса (Литва) — 18-7
- В 1/8 переміг Джоша Тейлора (Шотландія) — 13-11
- В 1/4 переміг Рідоуне Кая (Швеція) —21-13
- В півфіналі переміг Володимира Матвійчука (Україна) — 24-14
- У фіналі програв Фатіх Келеш (Туреччина) — 17-17(+)

### Чемпіонат світу 2011
- В 1/32 переміг Айріна Ісметова (Болгарія) — 15-10
- В 1/16 переміг Мехді Оатина (Марокко) — (+)15-15
- В 1/8 переміг Бранімира Станковича (Сербія) — 26-23
- В 1/4 переміг Міклоша Варгу (Угорщина) — 27-13
- В півфіналі програв Василю Ломаченко (Україна) — 11-17

### Виступ на Олімпіаді 2012
- У другому раунді змагань переміг Джоша Тейлора (Велика Британія) — 15-10
- У чвертьфіналі програв Евальдасу Петраускасу — 14-16

### Чемпіонат світу 2013
- В 1/16 переміг Лірідона Зегірі (Косово) — 3-0
- В 1/8 переміг Ліндольфо Дельгадо (Мексика) — 3-0
- В 1/4 переміг Елвіна Ісаєва (Азербайджан) — 3-0
- В півфіналі програв Робсону Консейсао (Бразилія) — 0-3

На чемпіонаті світу 2015 переміг Енріко Лакруса (Нідерланди) — 3-0 і програв Доржнямбуугийн Отгондалай (Монголія) — 0-3.

### Виступи у Світовій серії боксу
Протягом 2010—2015 років виступав у Світовій серії боксу за команду «D&G Italia Thunder» («D&G Італійський грім»). У 22 боях здобув 14 перемог і зазнав 8 поразок.
2 лютого 2013 року переміг одностайним рішенням Джоша Тейлора.
19 квітня 2013 року програв одностайним рішенням Василю Ломаченко.
5 квітня 2014 року переміг одностайним рішенням Альберта Селімова.

### Професіональна кар'єра
На професійному рингу дебютував 20 травня 2017 року.
25 жовтня 2019 року в бою за титул чемпіона Європи за версією EBU програв бельгійцю Франческо Патера.